# Christy Coté

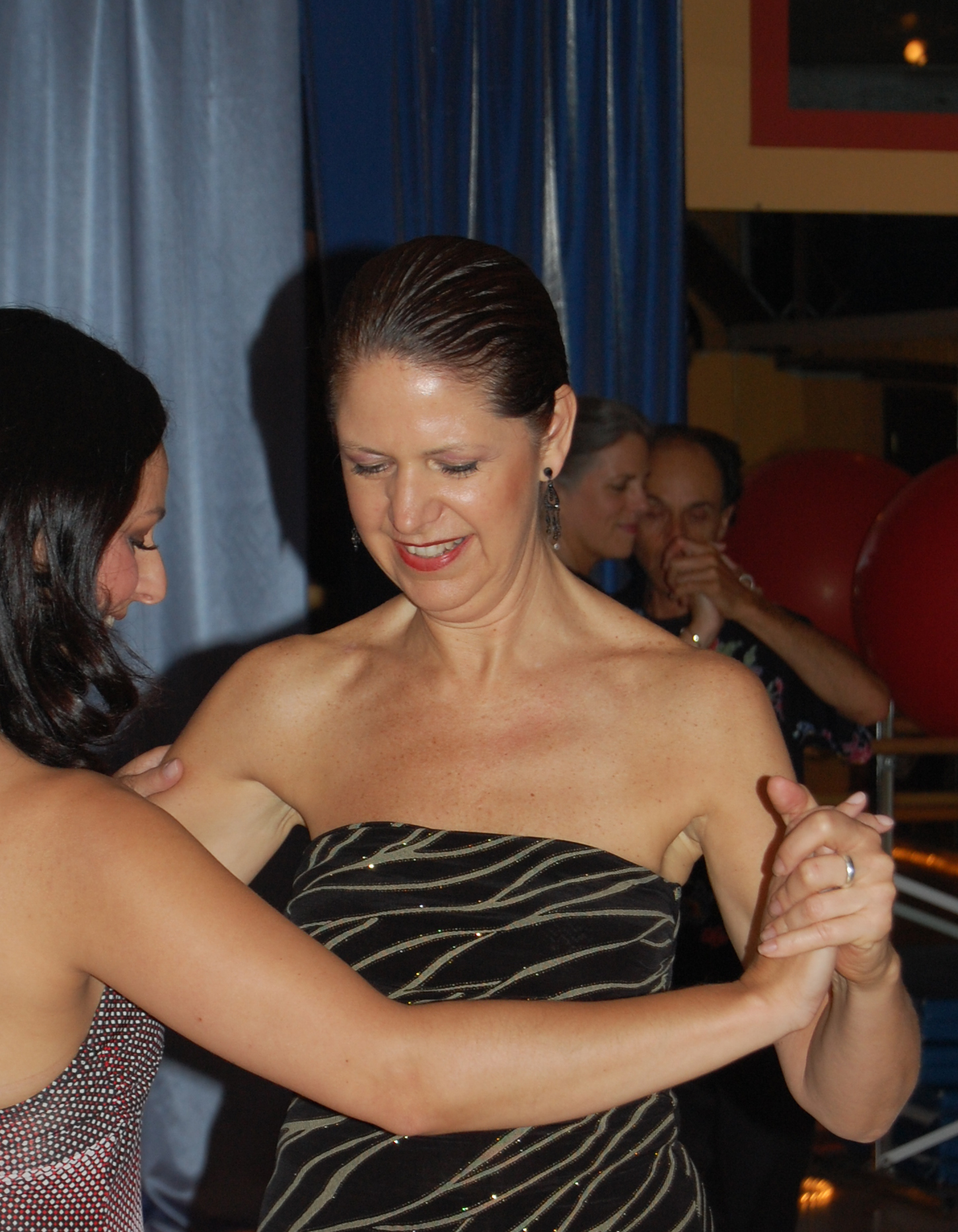
Christy Coté uczy tanga w Santa Cruz, Kalifornia w Art Centre

Christy Coté (ur. 4 lutego 1957)  – tancerka i nauczycielka tanga argentyńskiego w San Francisco. Autorka ponad 20 filmów dotyczących techniki tanga.
Zaczęła karierę instruktorską w tańcach łacińskich i balecie w studio Arthur Murray Dance Studios. Obecnie jest znaną instruktorką tanga argentyńskiego w San Francisco w Academia de Tango Argentino. Jest też jednym z dwóch założycieli milongi w San Francisco w Mariposa Argentine Tango Club.
Wraz z George'em Garcia nakręciła serię ponad 20 filmów o technice tanga argentyńskiego – na temat rodzajów i stylów tanga. M.in. Beginning-Intermediate Argentine Tango Syllabus, Argentine Tango Follower's Technique, Argentine Tango Leader's Technique, Argentine Tango Milonguero Style, Argentine Milonga, Argentine Vals, Argentine Tango Fantasia, Argentine Tango – The Art of Improvisation, Argentine Tango in Carpa with Volcadas oraz serię Argentine Tango – Strictly Volcadas, Argentine Tango – Strictly Colgadas, Argentine Tango – Strictly Ganchos and Enganches, Argentine Tango – Strictly Boleos, Argentine Tango – Strictly Sacadas.